# علامة ريزمان
علامة ريزمان (بالإنجليزية: Riesman sign)‏ هي علامةٌ سريرية يمكن فيها سماع لغط على العين، وَتُوجد في المرضى الذين يعانون من مرض غريفز.
سُميت نسبةً إلى ديفيد ريزمان.